# Онышкевич, Януш
Януш Адам Онышкевич (пол. Janusz Adam Onyszkiewicz; р. 18 декабря 1937 года) — польский политический деятель либерального толка. Доктор математических наук. Бывший министр национальной обороны Польши в июле 1992 — октябре 1993 и октябре 1997 — июне 2000. Председатель Польской Федерации Альпинизма (с 2001 по 2016 год).

## Биография
Родился 18 декабря 1937 года во Львове.
После окончания математического факультета Варшавского университета, с 1959 по 1961 работал в Институте математических машин АН Польши.
С 1961 по 1989 год являлся преподавателем математического факультета Варшавского университета. В 1967 году получил ученую степень доктора наук, его научным руководителем был известный польский математик член АН Польши Анджей Мостовский. Публиковал научные статьи в области теории множеств и теории моделей. В 1984—1986 годах был членом Сената — коллегиального органа управления Варшавского университета, а затем четыре года являлся членом Совета Международного союза истории и философии науки. Преподавал в университетах Великобритании, Франции, Швеции и Норвегии. Почетный доктор Лидского университета.
Во время работы в университете становится одним из основателей движения «Солидарности» в Варшаве в 1980 году. С 1981 по 1989 год — член исполкома «Солидарности», являлся также пресс-секретарем движения, чему способствовало свободное владение английским языком. После введения в ПНР военного положения был интернирован. Освобожден в декабре 1982 года. В 1989 году участвовал в переговорах «Круглого Стола» как пресс-секретарь оппозиции.
С 1989 по 2001 год избирался депутатом польского Сейма. Сооснователь Образовательного фонда для демократии.
В 1990 году стал первым гражданским заместителем министра национальной обороны Польши, в 1992 году — статс-секретарем Министерства национальной обороны Польши. С июля 1992 по октябрь 1993 год занимал пост министра национальной обороны Польши. С 1993 по 1997 заместитель председателя комитета национальной обороны и член комитета по международным делам парламента.
С октября 1997 по июнь 2000 год снова занимал должность министра национальной обороны Польши.
С 2004 по 2009 год — депутат Европейского парламента. Избран по списку Унии Свободы. С 20 июля 2004 года по 16 января 2007 года занимал пост заместителя председателя Европейского парламента, затем являлся заместителем председателя Комиссии по иностранным делам. В 2009 году безуспешно пытался переизбираться в состав Европейского парламента от Демократической партии.
4 марта 2006 года избран председателем Демократической партии — demokraci.pl, занимал этот пост до 10 января 2009 года.
В 2010 году стал советником в Министерстве национальной обороны Польши.
Альпинист и спелеолог. Участвовал в альпинистских экспедициях в Гималаи, Каракорум, Гиндукуш. Совершил восхождение на Ношак (7492 м) в 1972, Пик Корженевской (7105м) и Пик Коммунизма (7495м) в 1974, Гашербрум II (8034м) и Гошербрум III (7952м) в 1975, Чогори (достиг высоты 7670м) в 1976, Как спелеолог принимал участие в экспедициях в СССР, Югославии, Болгарии и Италии. С 2001 по 2016 год Председатель Польской Федерации Альпинизма (польск. Polski Związek Alpinizmu (PZA).
Владеет английским, русским и французским языками.

## Награды
- медаль Манфреда Вёрнера (1999)
- Гранд-офицер ордена Великого князя Литовского Гядиминаса (1999)[3]
- Памятный знак за личный вклад в развитие трансатлантических отношений Литвы и по случаю приглашения Литовской Республики в НАТО (12 февраля 2003 года, Литва)[4].
- Орден Возрождения Польши 3 степени (2011)
- Орден Креста земли Марии 2 степени (2013)